# What You Want
「What You Want」（ホワット・ユー・ウォント）は、JUJUの31枚目のシングル。2015年11月18日にソニー・ミュージックアソシエイテッドレコーズから発売された。

## 概要
初回生産限定盤はCDとDVDの2枚組。付属のDVDには2014年の『JUJU JAZZ LIVE 2014 with TAKUYA KURODA QUINTET from NY at Blue Note Tokyo』からダイジェストとしてライブ映像を5曲収録した。
表題曲の「What You Want」は天海祐希主演ドラマ『偽装の夫婦』主題歌。カップリングには大沢伸一プロデュース、フランス語でカバーした「夢みるシャンソン人形」と中森明菜の1984年の楽曲「飾りじゃないのよ涙は」のカバーを収録。

## 収録曲
Disc1
1. What You Want
  - 作詞：JUJU、AKIRA / 作曲：UTA、為岡そのみ / 編曲：UTA
  - 日本テレビ系水曜ドラマ『偽装の夫婦』主題歌
2. 夢見るシャンソン人形
  - 作詞・作曲：Serge Gainsbourg / 編曲：大沢伸一
  - フランス・ギャルのカバー。
  - セブン&アイ・ホールディングス『Jean Paul GAULTIER FOR SEPT PREMIÈRES』 CMソング
3. 飾りじゃないのよ涙は
  - 作詞・作曲：井上陽水 / 編曲：島田昌典
  - 中森明菜の1984年のシングルをカバー。
4. What You Want -Instrumental-

DISC 2（初回生産限定盤DVD）
- 『JUJU JAZZ LIVE 2014 with TAKUYA KURODA QUINTET from NY at Blue Note Tokyo -Digest-』よりダイジェスト映像を収録。

1. INFATUATION
2. 夜の果て
3. In A Sentimental Mood
4. sayonara
5. I like it